# Вознесенский собор (Алагир)
Вознесе́нский собо́р — православный собор в городе Алагире республики Северная Осетия. Одна из старейших церквей Северной Осетии.

## История
Высочайшим повелением от 27 февраля 1850 года определено строительство в Терской области, близ селения Салугардан, Алагирского серебряно-цинкового завода на базе Садонского месторождения. Возникший около завода посёлок, назвали Алагиром.
8 ноября 1851 года был заложен собор. Автором проекта и создателем его первой начальной росписи был известный русский архитектор и художник, князь Г. Г. Гагарин. Собор выполнен в византийском стиле из розовато-серого туфа, привезённого из Греции.
22 октября 1853 года собор был торжественно освящён в присутствии начальника Владикавказского округа генерал-майора Иполлита Вревского, Высокопреосвященнейшим Исидором, архиепископом Карталинским и Кахетинским, Экзархом Грузии, при многочисленном стечении верующих из окрестных сёл и станиц. Внутреннюю художественную роспись стен и потолков в соборе заново выполнил в 1888—1890 гг. Коста Хетагуров. В ограде собора похоронены генерал-лейтенант от инфантерии В. В. Трейтер (1829—1912 гг.) и его супруга Екатерина Игнатьевна.

## Закрытие
19 сентября 1927 года на основании письма правительства № 351 «О порядке закрытия молитвенных зданий и ликвидации культового имущества» собор был закрыт. Благодаря деятельности осетинского просветителя Бабу Зангиева храм избежал разрушения. Об этом сообщает мемориальная табличка, укреплённая на стене храма. С 1931 по 1989 год в здании собора находился Алагирский краеведческий музей.

## Восстановление
В 1989 году решением исполкома Алагирского райсовета народных депутатов собор передан РПЦ. Первое богослужение и торжественное открытие Свято-Вознесенского собора было 29 апреля 1989 года. В 1999 году началась реставрация: обновлены росписи и полностью заменена кровля. Великое освящение храма состоялось 8 октября 2000 года, совершил его митрополит Ставропольский и Владикавказский Гедеон (Докукин).

## Настоятели
- Протоиерей Константин Джиоев (1990—1992)
- Протоиерей Иаков Фрилинг (1992—1994)
- Протоиерей Николай Жуков (1994—1995)
- Протоиерей Сергий Мальцев (1995—1997)
- Иерей Андрей Твердохлебов (1999—2000)
- Протоиерей Владимир Колесников (2000—2010)
- игумен Иннокентий (Васецкий) (ныне епископ Магнитогорский) (2010—2011)
- иерей Иосиф Гагкаев (апрель — июль 2011) (вр. и. о.)
- иеромонах Гаий (Битиев) (с июля 2011 года)

## Галерея

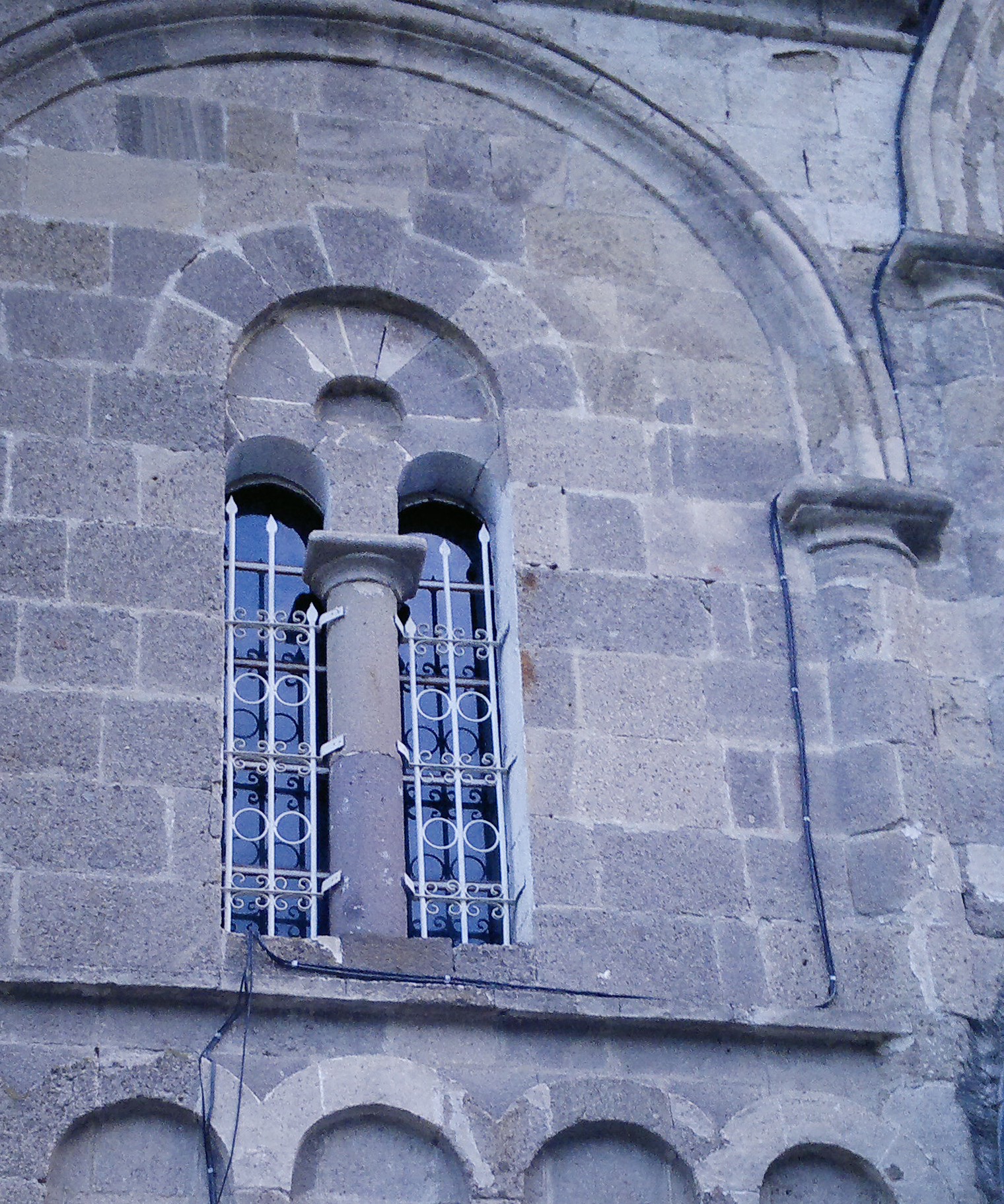
Фрагмент фасада
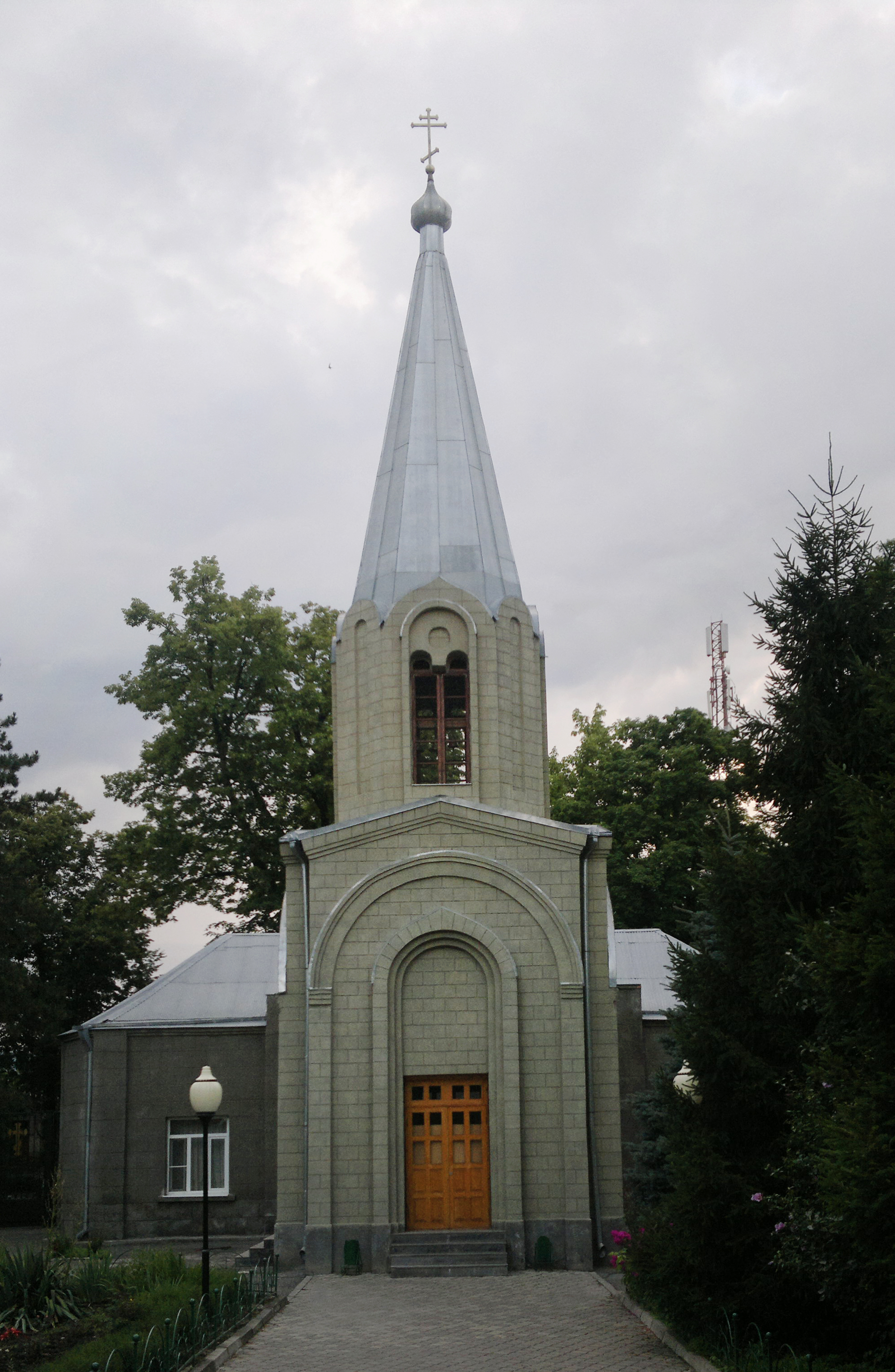
Колокольня
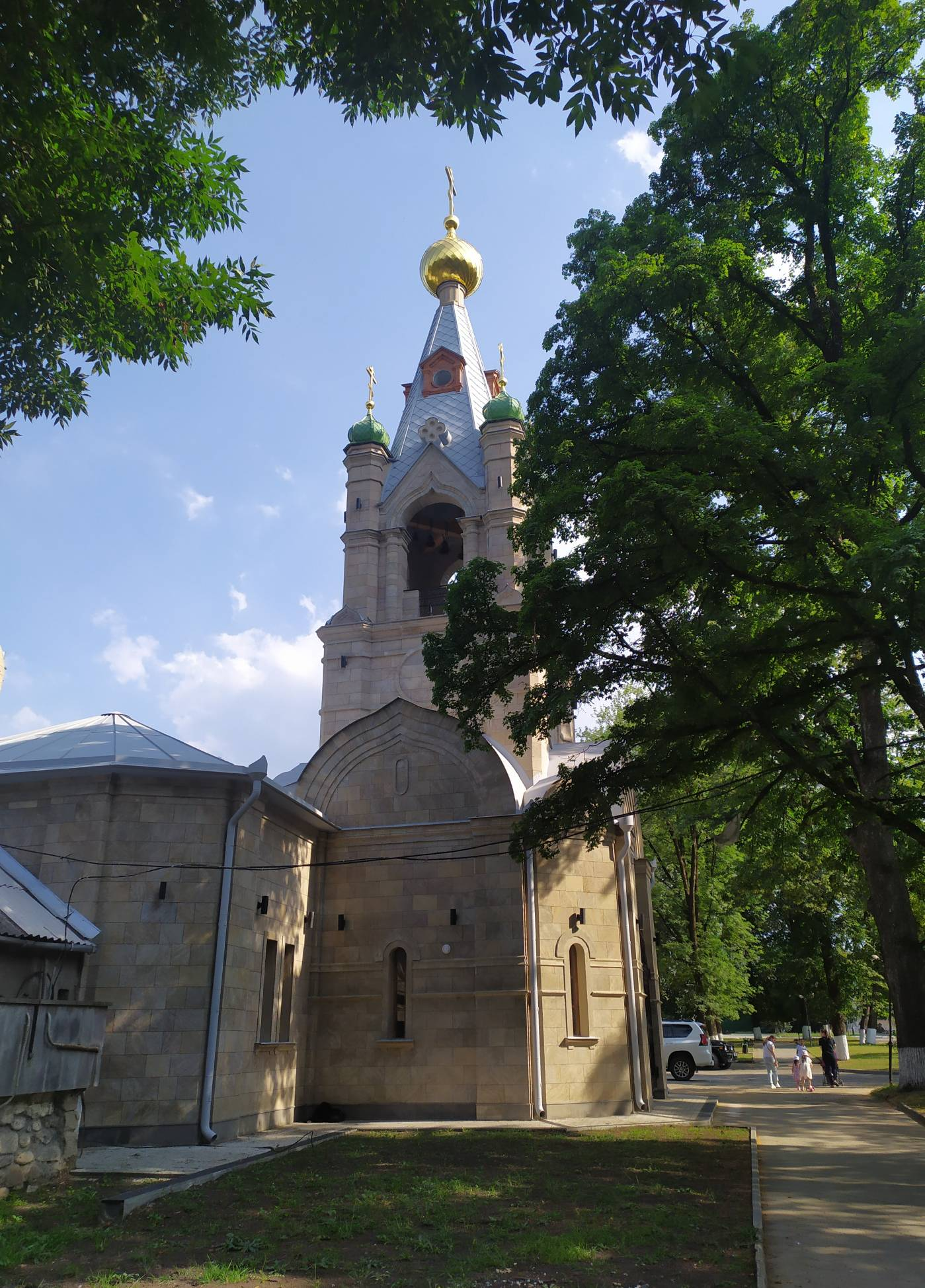
Воссозданная историческая колокольня собора
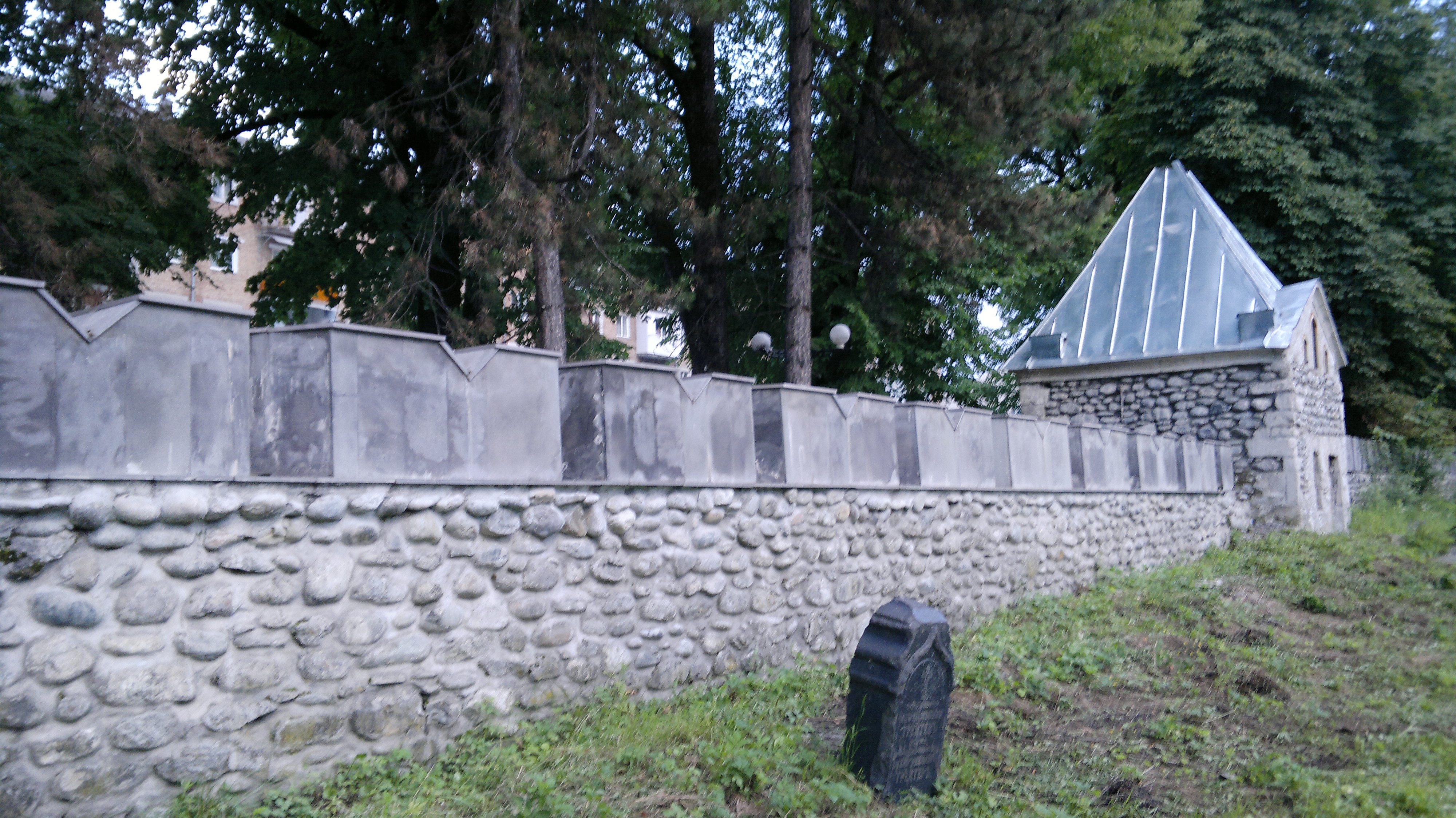
Крепостная стена

## Адрес
363240, Республика Северная Осетия – Алания, г. Алагир, ул. Алагирская, 62, тел: (86731) 2-36-60.